# Wide Field Infrared Explorer
WIRE, celým jménem Wide Field Infrared Explorer, byl vesmírný teleskop provozovaný americkou agenturou NASA. Na oběžnou dráhu byl vynesen 5. března 1999 pomocí rakety Pegasus z kalifornské základny Vandenberg. Původně měl mít za úkol celooblohové sledování v infračervené části spektra, ale krátce po startu došlo k selhání, které způsobilo přehřátí a ztrátu chladiva. Bez možnosti chlazení byl teleskop nepoužitelný pro infračervené snímání a jedinou činností, kterou mohl vykonávat, bylo dlouhodobé sledování jasných hvězd pomocí svého sledovače hvězd. Teleskop vstoupil do hustých vrstev atmosféry 10. května 2011 a zanikl.

## Popis

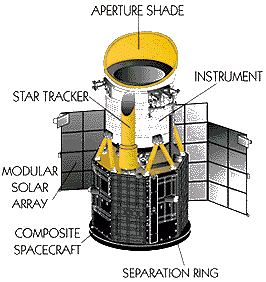
Schema teleskopu WIRE

Teleskop postavilo a provozovalo Goddardovo kosmické středisko a na vývoji užitečného zatížení se podílely Utah State University a Lockheed Martin Missiles & Space Advanced Technology Center.
WIRE byla tříose stabilizovaná družice válcového tvaru, vybavena jedním párem výklopných solárních panelů, dodávajících průměrně 158 wattů elektrické energie a dobíjejících NiCd akumulátorovou baterii s kapacitou 9 ampérhodin. Palubní počítač je vybaven procesorem 80386/80387 a velkokapacitní polovodičovou pamětí 30 MByte. Telekomunikační systém pracuje v pásmu S (2 GHz, rychlost přenosu na družici 2 kbit/s, z družice 2,25 Mbit/s). Orientační a stabilizační systém zajišťující zaměření s přesností ±1' a stabilitou ±6" využívá pro měření tříosý gyroskopický systém, sledovače hvězd, digitální čidlo Slunce, 6 širokoúhlých detektorů Slunce, širokoúhlý detektor Země a tříosý magnetometr, jako výkonné prvky slouží 4 silové setrvačníky a 3 magnetické elementy.
Nese Cassegrainův dalekohled o průměru primárního zrcadla 300 mm s dichroickým filtrem a dvoustupňový kryostat s pevným vodíkem, který chladí optiku na teplotu 12 K (-261 °C) a dva detekční prvky typu BIB (Blocked Impurity Band) se 128×128 prvky na 7 K (-266 °C). Měření se provádí ve dvou spektrálních pásmech (12 µm, citlivost 0,1-0,3 mJy, prostorové rozlišení 15"; 25 µm, 0,3-1,0 mJy, 22").

## Mise
Start se konal 5. března 1999 ve 02:56 UTC na základně Vandenberg. K vynesení byla použita nosná raketa Pegasus XL, která je odpalována z letícího mateřského letadla Lockheed L-1011. Vše proběhlo hladce a o pár minut později se oddělil poslední stupeň rakety a teleskop byl umístěn na polární oběžné dráze s výškou apogea 388 kilometrů na zemí. První kontakt s družicí uskutečnila v 03:26 UTC antarktická stanice McMurdo. Při dalším kontaktu s pozemní stanicí Poker Flats v Arkansasu bylo zjištěno, že vinou chybného integrovaného obvodu byl předčasně odhozen kryt teleskopu a ten tak byl vystaven světlu odraženému zemí. Problémem bylo, že chladicí kryogenický systém nebyl dimenzován na odvádění takového množství tepla, jaké bylo produkováno dopadem byť odraženého slunečního světla.
Za normálních okolností měly palubní přístroje zajistit, aby se teleskop vyhýbal přímému oslnění sluncem i odrazem světla od Země. Když však došlo k odhození krytu, teleskop ještě nebyl plně oživen a z bezpečnostních důvodů byl záměrně natočen směrem k Zemi. Náhlý nárůst teploty uvnitř kryostatu způsobil sublimaci pevného vodíku, který sloužil jako chladicí medium. Další problém nastal, když tlak uvnitř kryostatu překročil mez a automatický vypouštěcí ventil začal plynný vodík vypouštět do prostoru. Proud vodíku zafungoval jako malá tryska a teleskop tak začal rotovat rychlostí až 60 ot/min. Palubní stabilizační systém nebyl schopen rotaci zastavit, neboť jeho silové setrvačníky nedokázaly vyvinout dostatečný moment. Kontrola nad teleskopem byla obnovena až po vyčerpání zásob vodíku. Pro funkci infračerveného teleskopu však byla zásoba kryogenického chladiva klíčová a teleskop tak nebyl schopen zahájit pozorování.
Bez možnosti pozorování infračerveného záření byl teleskop neschopen vykonávat svou primární misi. Kromě kryostatu byly ostatní systém plně funkční a tak bylo rozhodnuto o zapojení teleskopu do projektu hvězdné seismologie. Cílem hvězdné seismologie je studium vnitřní struktury hvězdných těles a WIRE se na programu podílí sledováním oscilací blízkých hvězd pomocí svého sledovače hvězd. Hlavní úkol mise však zůstal nenaplněn a úlohu teleskopu WIRE převzal až v listopadu 2009 nový teleskop WISE.